# Difaa El Jadida
Difaâ El-Jadida (DHJ) (Arabisch: الدفاع الحسني الجديدي) is een Marokkaanse profvoetbalclub gevestigd in de Marokkaanse stad El Jadida. De in 1956 opgerichte club komt uit in de Botola Maroc Telecom en speelt zijn thuiswedstrijden in Stade El Abdi. De traditionele uitrusting van Difaa El Jadida bestaat uit een wit en groen tenue.
Difaa El Jadida won nog nooit het landskampioenschap, maar het wist wel een keer de Coupe du Trône te winnen.

## Erelijst
- Coupe du Trône
  - Winnaar: 2013
  - Finalist: 1977, 1985, 1986, 2017

## Prestaties op internationale toernooien
- CAF Champions League:

2010 – Eerste ronde
2018 – Groepsfase
- CAF Confederation Cup:

2011 – Tweede ronde
2014 – Tweede ronde
- CAF Cup Winnaars Beker:

1986 – Kwartfinale

## Bekende (ex-)spelers
- Saïd Abbou

## (Ex)trainers

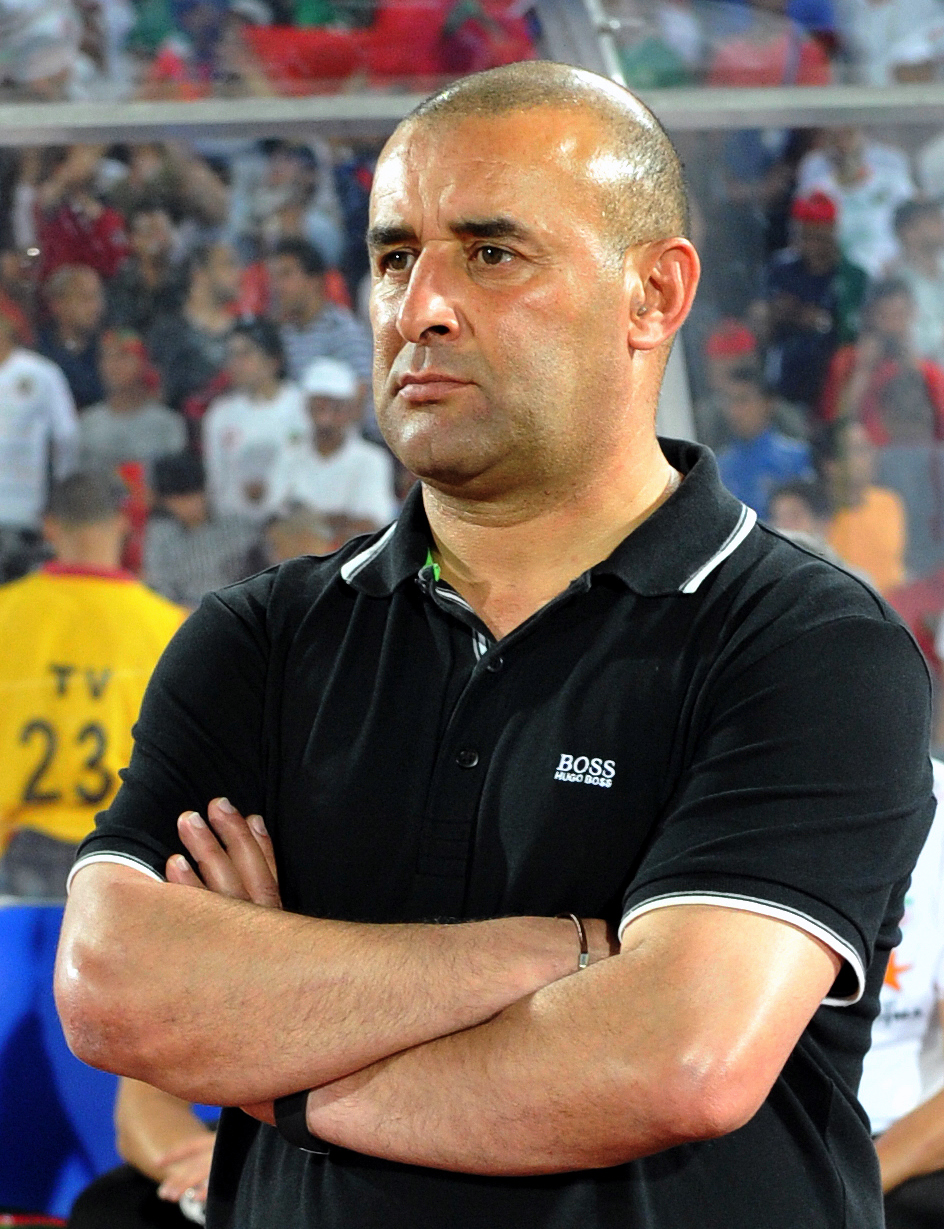
Abdelhak Benchikha in 2014.

- Jules Accorsi (1989–91), (1995–96)
- Jean-Christian Lang (2006–08)
- François Bracci (2008)
- Denis Lavagne (2008–2009)
- Jaouad Milani (2011-2013)
- Hassan Moumen (2013)
- Abdelhak Benchikha (2013–2014)
- Hassan Shehata (2014)
- Tarek Mostafa (2014–15)
- Abderrahim Taleb (2016–2018)
- Badou Zaki (2018-2019)
- Abdelkader Amrani (2019-)